# Abbaye d'Essômes
L’abbaye d'Essômes est une ancienne abbaye de chanoines de Saint-Augustin, située sur la commune d'Essômes-sur-Marne, dans l'Aisne. Fondée en 1090 par l'évêque de Soissons, Thibaut de Pierrefonds, pour les chanoines réguliers de Saint Augustin.

## Histoire

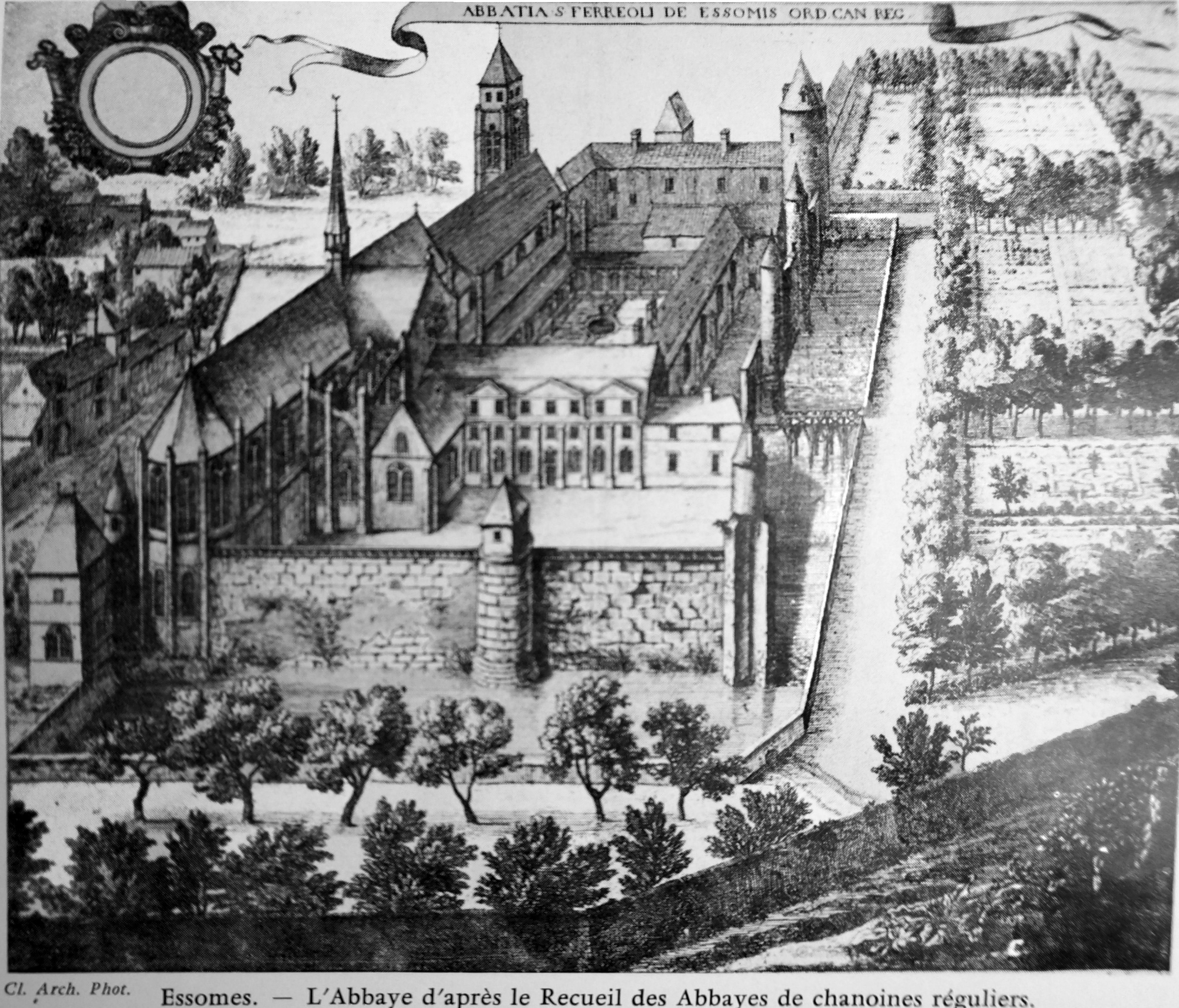
Gravure ancienne présentant l'abbaye.

À la suite des ravages de la guerre de Succession de Champagne, Henri III de Champagne fit des dons aux moines pour réparer les dommages, ceux-ci comptaient le château d'Essômes et d'autres propriétés.
Elle résista en 1370 aux destructions de la guerre de Cent Ans. Le siège d'Essômes et de Château-Thierry par les Anglais dura six semaines, sans succès. Le 18 septembre, le général anglais décida de lever le siège et les habitants saluèrent et attribuèrent cette délivrance au saint du jour Ferréol de Vienne qui devint le nouveau patron, alors que la dédicace précédente était à la Vierge. L'église fut de nouveau consacrée en 1548 par l'abbé Claude Guillart après une rénovation. Une rénovation par la venue de génovéfains se fit par réaction aux abandons de la commende mais une partie de la nef fut jetée bas en 1765 à cause de son état.
Il ne subsiste aujourd'hui qu'une partie de l'église abbatiale Saint-Ferréol, construite au cours de la première moitié du XIIIe siècle. Les bâtiments conventuels, la tour furent détruits après la saisie des biens nationaux en 1793.
Très endommagée par la Première Guerre mondiale, une campagne de restauration se poursuivit de 1919 à 1930 sous la direction de l'architecte Jules Tillet.

## Protection
Cette église fait l’objet d’un classement au titre des monuments historiques depuis 1846.

## Héraldique

### Devise
« Spes mea Deus ».

### Blason
D'azur chargé d'un chevron d'or, deux étoiles de même en chef et une rose pourpre en pointe.

## Liste des abbés
- Odo 1090 ;
- Guido,
- Arnulfe de Vallechamp ;
- Odo II ;
- Radulfe II jusque 1150 ;
- Godefroy, 1164-1168 ;
- Guillaume, 1172 ;
- Hugo, 1182 ;

- Geoffroy II, 1194 ;
- Odo III; 1210 ;
- Odo IV, 1225 ;
- Baudouin III, 1240 ;
- Robert, 1250 ;
- Manasses, 1268 ;
- Simon, 1290 ;
- Guillaume II, 1300 ;
- Nicolas, 1320 ;
- Jacob, 1349 ;
- Henri de Querçus, 1365 ;
- Jean de Cuys, 1374 ;
- Gérard de Justin, 1402 ;
- Jean le Gode de Nicée, 1419 ;
- Nicolas Bourselot, 1460 ;
- Thomas Thierry, 1496 ;
- Nicolas Thibaut de Neuvy, 1513 ;
- Claude Guillart, 1548 ;
- Jean III de Lennoncourt, 1557 ;
- Robert II Péan, 1600 ;
- François II de la Nauve, v. 1626 ;
- Samule de la Nauve, v. 1645 ;
- Raimond de la Nauve, v. 1649 ;
- Claude de Rogre de Langlée ;

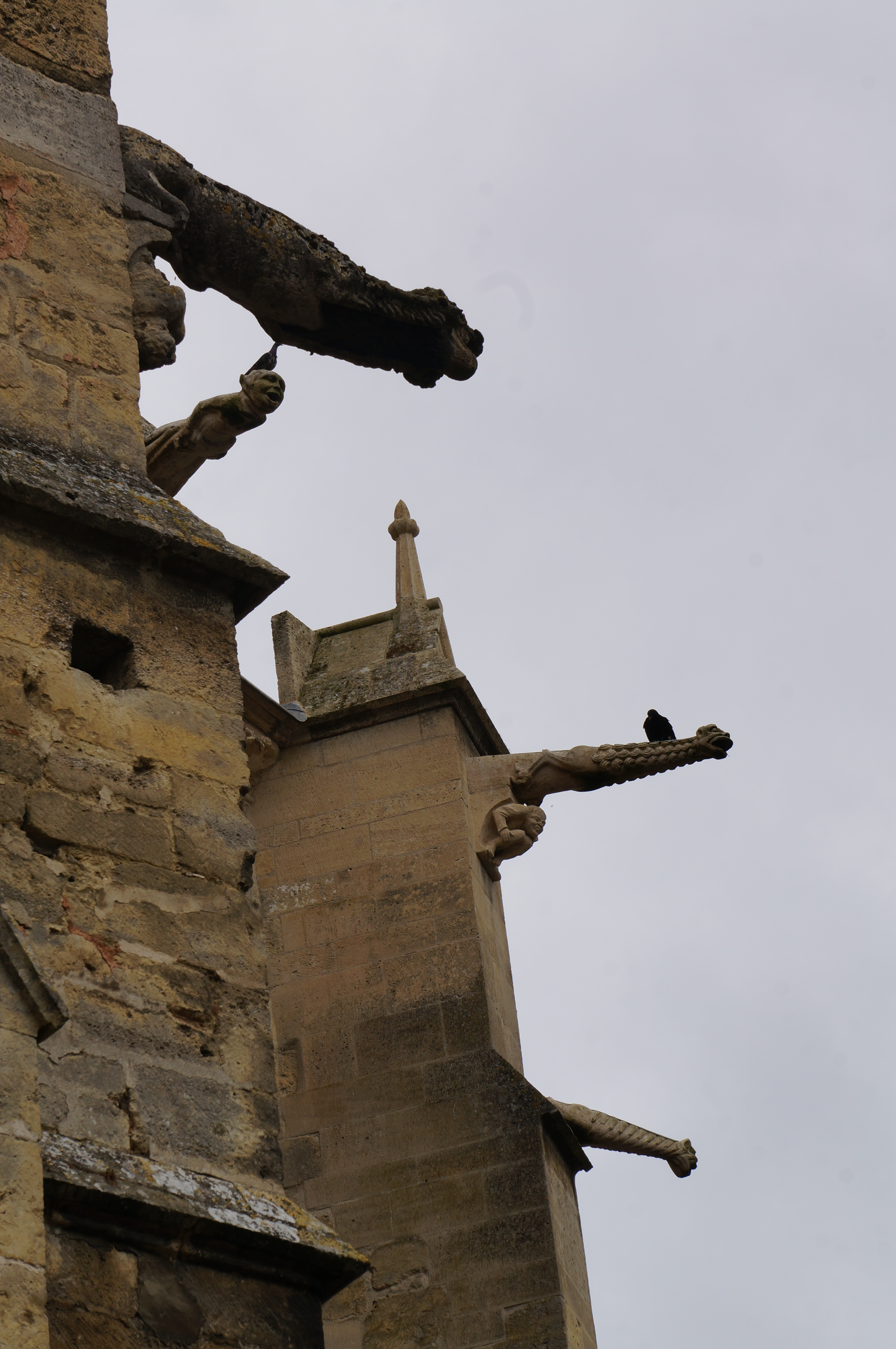
Des gargouilles.

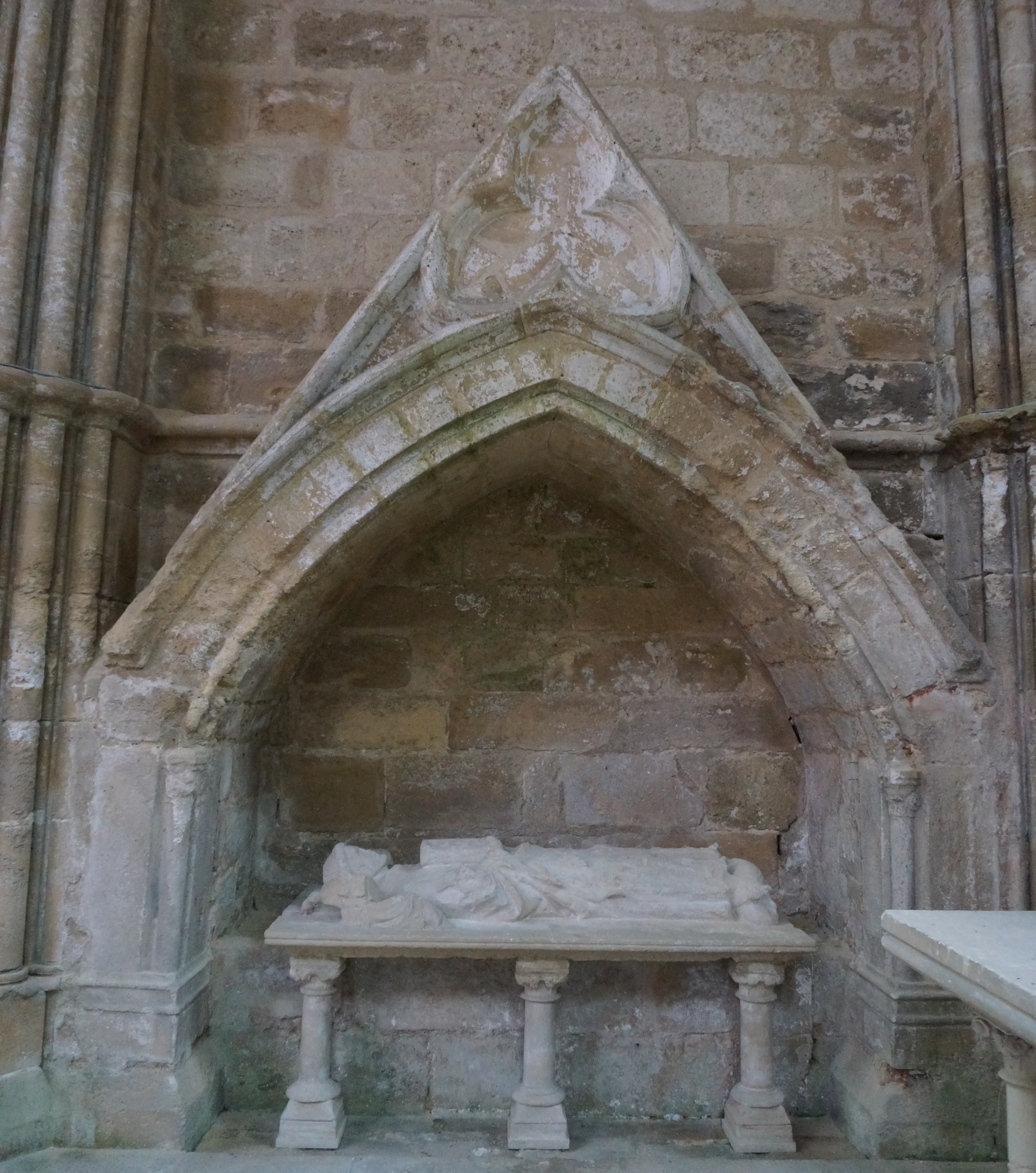
Gisant d'un abbé.

- François de Rogre de Langlée, 1670 ;
- François-Alexandre Joubert de la Bastie de Chateaumorand, 1704 ;
- Michel Néel, 1731 ;
- Louis-François Néel de Christot, 1733.

## Mobilier
La partie conservée de l'église était celle dédiée aux moines, elle recèle encore aujourd'hui des stalles du XVIe siècle, une pierre tombale  en pierre bleue de l'abbé Claude Guillart et un tombeau plus ancien, XIIIe siècle, d'un abbé non nommé.
Des vitraux classés remontent aux XIIIe, XIVe et XVIe siècles.
Un grand tableau, non signé La Colère de Noé qui a été restauré.
Une chaire à prêcher du XVIIIe siècle.

## Galerie

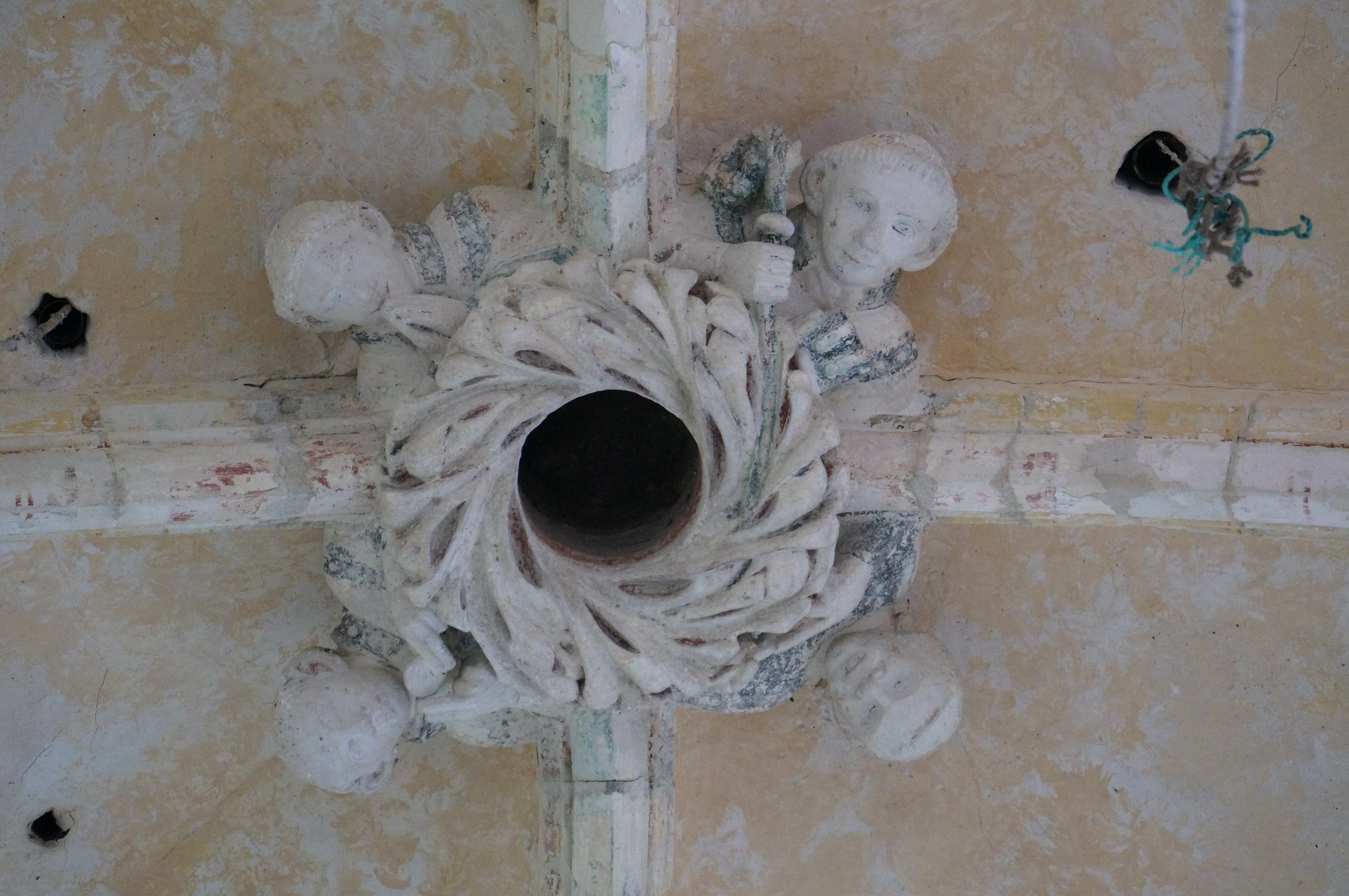
Visages sur la voûte.
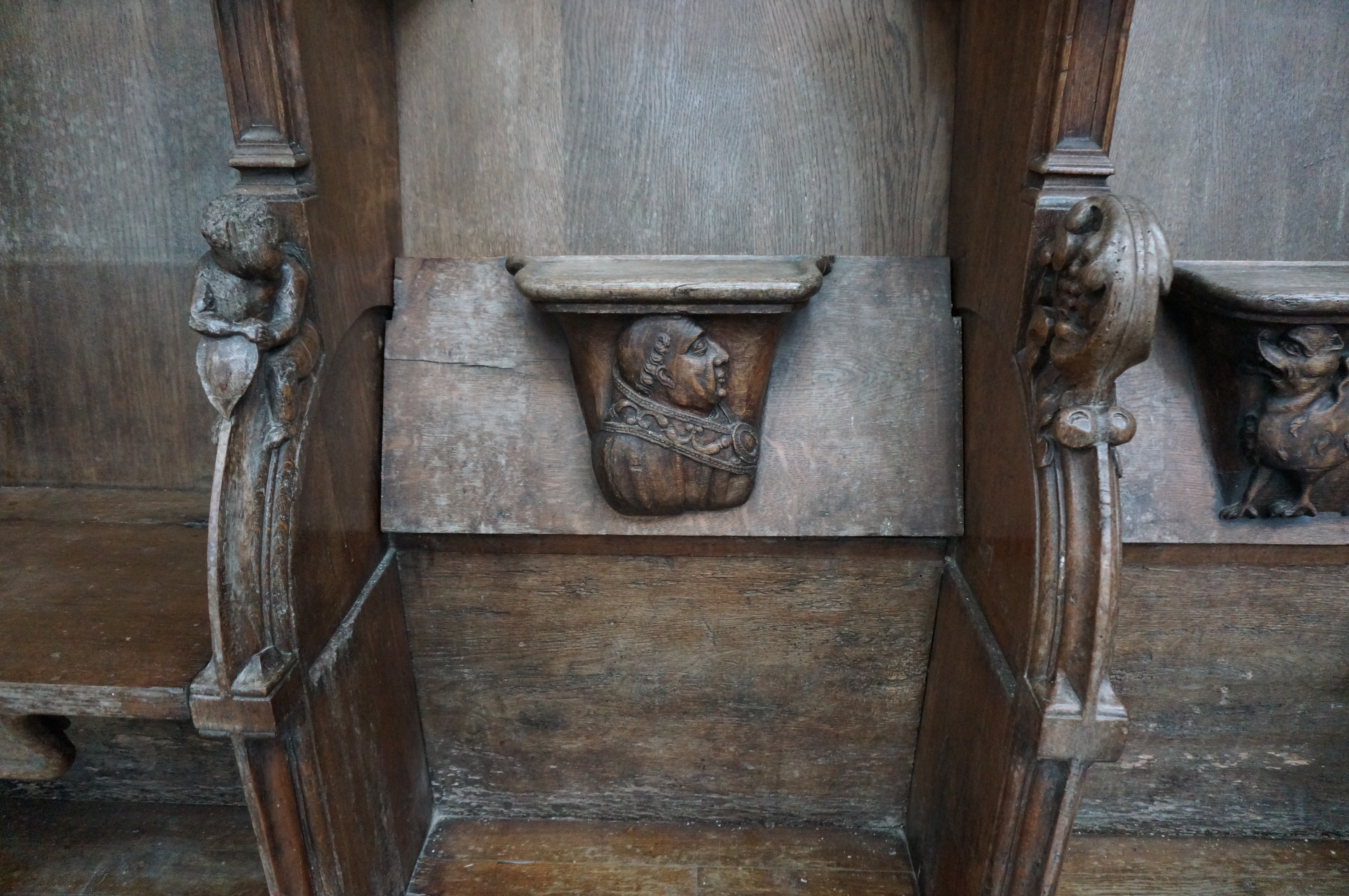
Sculptures de stalles.
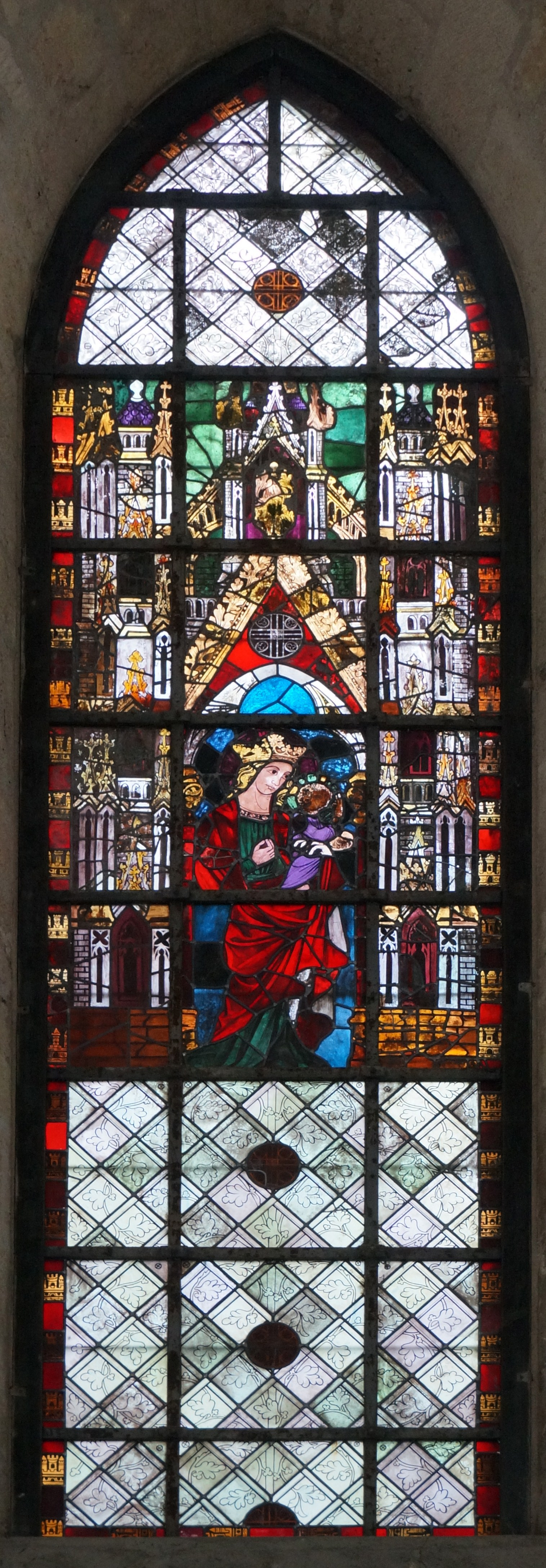
Vitrail de la vie du Christ.
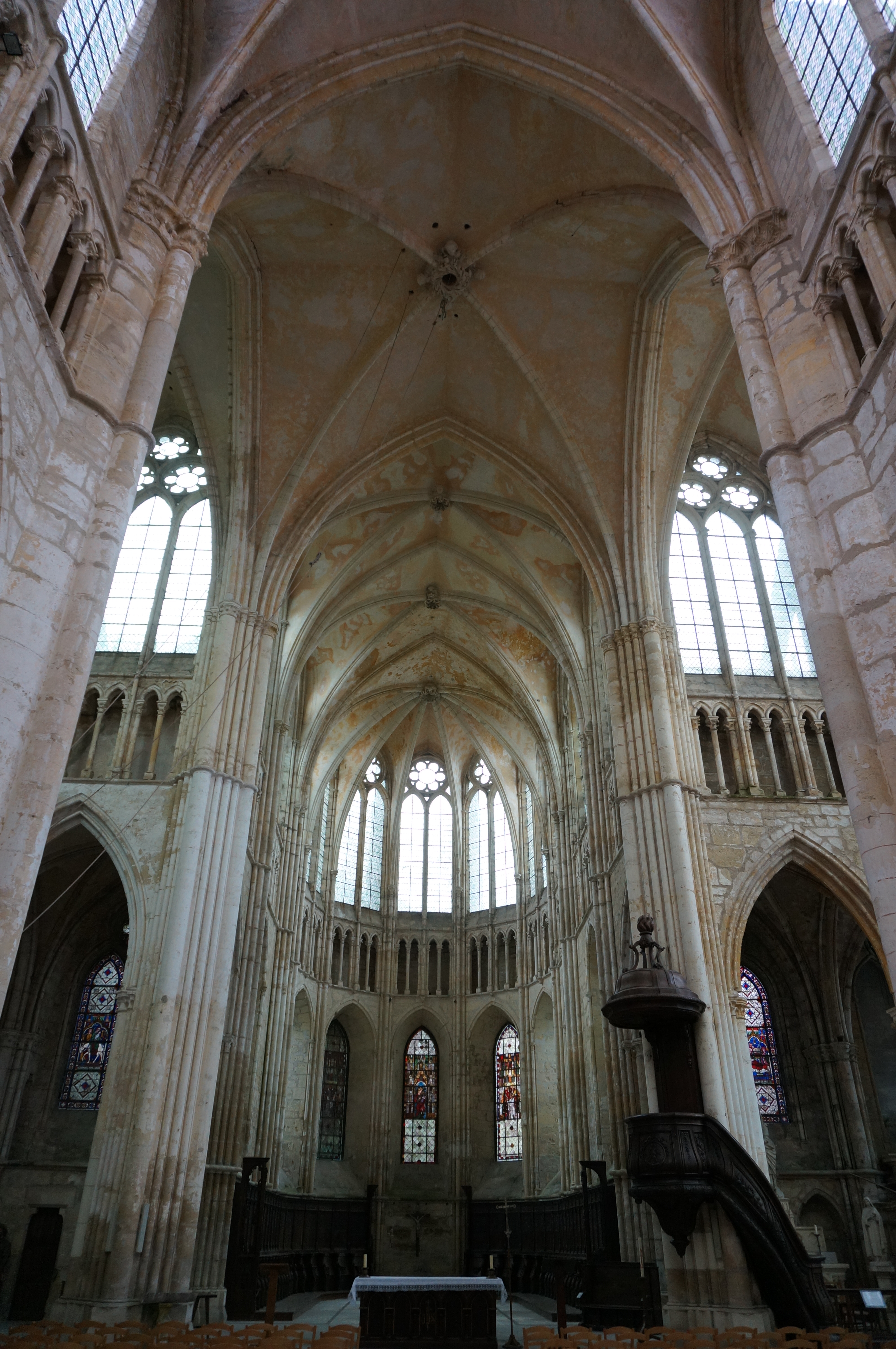
La nef vers le chœur.
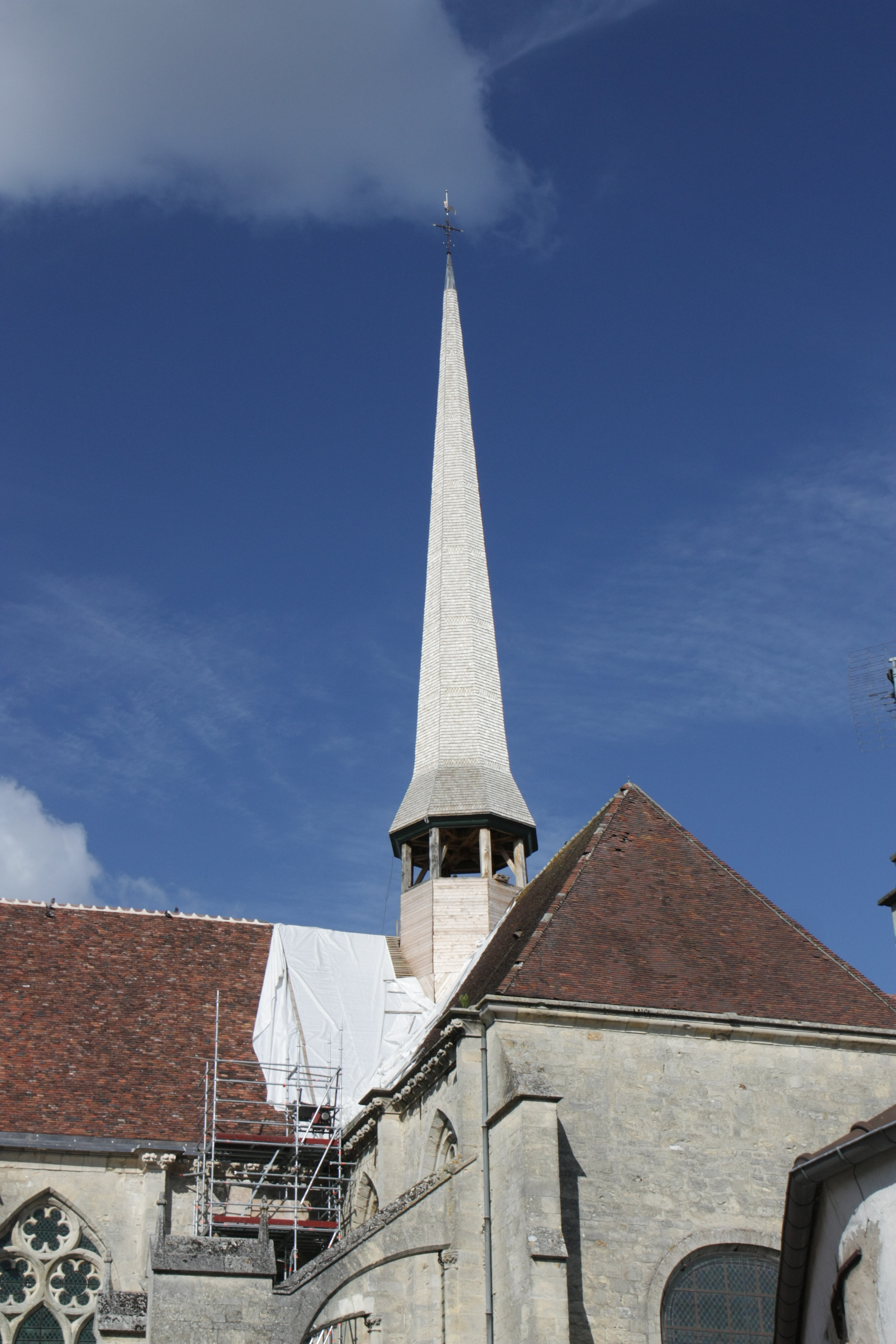
Le clocher.

## Actualité
L'église de l'abbaye a retrouvé son clocher-flèche perdu en 1812. Les travaux sur la toiture se finissent en 2012 par la restauration de cette flèche. L'abbaye est ouverte l'été avec la présentation d'expositions organisées par l'association de l'abbaye d'Essômes.